# 音楽芸術 (雑誌)
『音楽芸術』（おんがくげいじゅつ）は、かつて音楽之友社から発行されていたクラシック音楽の月刊誌。1936年に『音楽文化』として創刊、1946年に『音楽芸術』に改称。主に現代音楽の分野をカバーする音楽専門誌としてその役目を担ってきたが、出版状況の変化等により、1998年12月号をもって休刊（廃刊）となった。
1983年ごろまで、付録として楽譜が付いている時期があった。創刊当初はクラシック音楽の名曲を中心に、1950年代中盤以降は、現代音楽の作曲家の新作、旧作が掲載される場合が多く、音楽之友社主催の作曲コンクールに入選した作曲家の作品が掲載される場合も多かった。なお、1961年前後までは雑誌内に、以降は別冊付録として扱われていた。
その他、通常のクラシック音楽雑誌として、演奏会批評、海外通信、新譜批評等のコーナーもあり、クラシックから現代音楽まで幅広くカバーしていた雑誌と言える。

## 寄稿した主な音楽家
- 秋山邦晴
- 芥川也寸志
- 石田一志
- 池辺晋一郎
- 入野義朗
- 上野晃
- 牛山充
- 海老沢敏
- 岡部真一郎
- 柿沼敏江
- 團伊玖磨
- 長木誠司
- 遠山一行
- 富樫康
- 楢崎洋子
- 深井史郎
- 船山隆
- 松下真一
- 松平頼暁
- 黛敏郎
- 三浦敦史
- 皆川達夫
- 三宅榛名
- 望月京
- 諸井誠
- 吉田秀和